# Хонох (Цумадинский район)
Хонох (хварш. Эчелъ.) — село в Цумадинском районе Дагестана. Входит в состав Хваршинского сельсовета.

## География
Село расположено на реке Хварши, в 2,5 км к юго-востоку от центра сельского поселения — села Хварши и в 22 км к югу от районного центра — села Агвали.
Расположено у подножия горы Аддала-Шухгельмеэр.

## Население
| 1926 | 1939 | 1970 | 1989 | 2002 | 2003 | 2004 |
| ---- | ---- | ---- | ---- | ---- | ---- | ---- |
| 65   | ↗162 | ↘126 | ↗187 | ↗287 | →287 | ↗313 |
| 2007 | 2010 | 2024 |      |      |      |      |
| ↗352 | ↗580 | ↗910 |      |      |      |      |

По данным Всероссийской переписи населения 2010 года:
| № | Национальность | Численность, чел. | Доля |
| - | -------------- | ----------------- | ---- |
| 1 | аварцы         | 272               | 47 % |
| 2 | хваршины       | 308               | 53 % |